# Platon Michailowitsch Kerschenzew

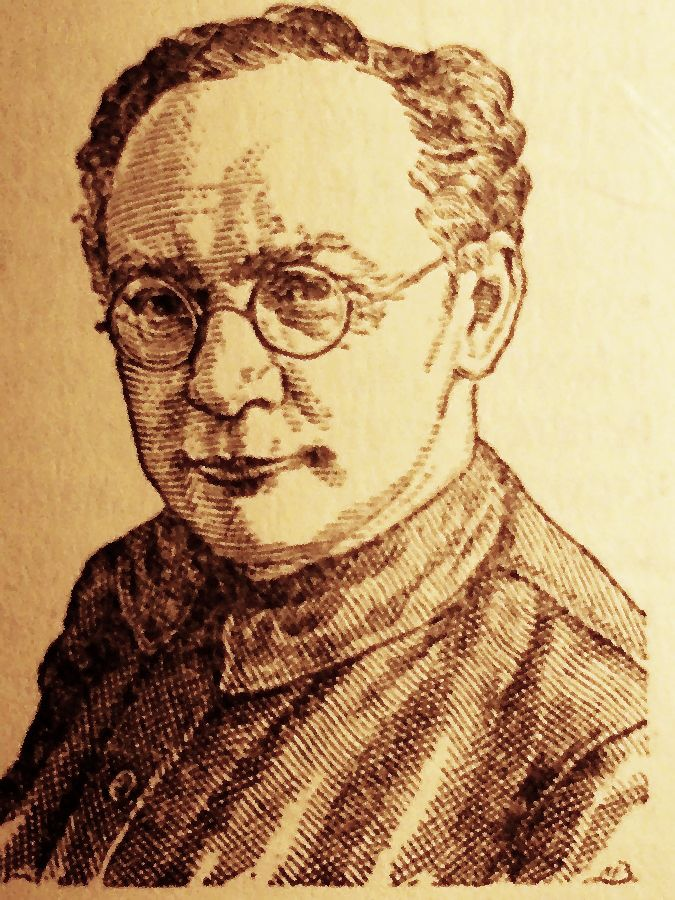
Platon Kerschenzew

Platon Michailowitsch Kerschenzew (auch: P. M. Kerzencev; russisch Платон Михайлович Керженцев; eigentlich Лебедев, (Lebedew); * 16. August 1881 in Moskau; † 2. Juni 1940 ebenda) war ein russisch-sowjetischer Politiker, Historiker und Kunsttheoretiker.
Kerschenzew war Bolschewik seit 1904 und von 1912 bis 1917 im Exil. In der Sowjetunion hatte er hohe Funktionen in Partei und Staat inne. 1919 leitete er die Telegrafenagentur ROSTA. 1920 war er Unterhändler beim Frieden von Dorpat, später Botschafter in Schweden und Italien.
Kerschenzew war ein Führer des Proletkult und Theoretiker des Massentheaters. 1923 bis 1924 beschäftigte er sich mit der wissenschaftlichen Arbeitsorganisation, gründete die „Liga wremeni“ (Liga der Zeit) und redigierte das Journal „Wremja“ (Die Zeit).
Anfang der 1930er-Jahre war er Geschäftsführer des Rats der Volkskommissare, 1936 bis 1938 Vorsitzender des Komitees für Kunstangelegenheiten und Redakteur der Großen Sowjetenzyklopädie.
Seine ins Deutsche übersetzten Werke Das schöpferische Theater (erschienen 1922 in Hamburg) und Das Leben Lenins (1937 in Basel) wurden von den Nazis 1938 auf die „Liste des schädlichen und unerwünschten Schrifttums“ gesetzt.

## Werke (in Deutsch)
- Die Arbeitsmethoden des Proletkults. In: Russische Korrespondenz, Hg. Kommunistische Internationale. Nr. 10, Seehof, Berlin Juli 1920, S. 98–100
- Die internationale Revolution und die proletarische Kultur, in ebd. S. 94–96
- Das kollektive Schaffen im Theater, in ebd. #12-13, 1. Jg. Bd. 2, September 1920, S. 731–733
- Die Erfolge des neuen Theaters, in ebd. #6, 2. Jg. 1921, S. 582–588
- Das schöpferische Theater. Hamburg 1922 (russ. 1918)